# Nevado del Sumapaz
El Páramo del Sumapaz, también conocido como Cerro El Nevado, Páramo El Nevado o simplemente Cerro Nevado, es el punto más alto del departamento del Meta y del Parque nacional natural Sumapaz, con una altura de 4.310 m s. n. m. Está ubicado en una remota área de la zona rural del municipio de Guamal.

## Historia
A causa de factores climáticos y geológicos, el glaciar que cubría su cima desapareció casi completamente a principios del siglo XX. Erwin Kraus realizó su primera excursión en 1937 ya que había escuchado de la existencia de un glaciar, no obstante estando allí descubrió que el glaciar había sido reducido. Los campesinos afirmaban que el glaciar fue afectado por el terremoto del 31 de agosto de 1917, cuyos registros lo catalogan con una magnitud 6.9 en la escala de Richter y que prácticamente destruyó la ciudad de Bogotá. El epicentro de este movimiento sísmico estuvo localizado en la vereda Nazareth en Sumapaz, provocando también deslizamientos y avalanchas por el río Ariari y Guape.
Por allí, en tiempos de la Conquista pasaron las expediciones en busca de El Dorado, entre las que se destacan: Nicolás Federmann (1539), Lope Montalvo de Lugo (1540), Hernán Pérez de Quesada (1540) y Gonzalo Jiménez de Quesada (1570). También existía una ruta comercial que comunicaba a Santa Fe, con San Juan de los Llanos y San Martín de los Llanos, pero finalmente fue abandonada por lo agreste y selvático que resultaba el trazado.